# 對於反對逃犯條例修訂草案運動中示威者的批評

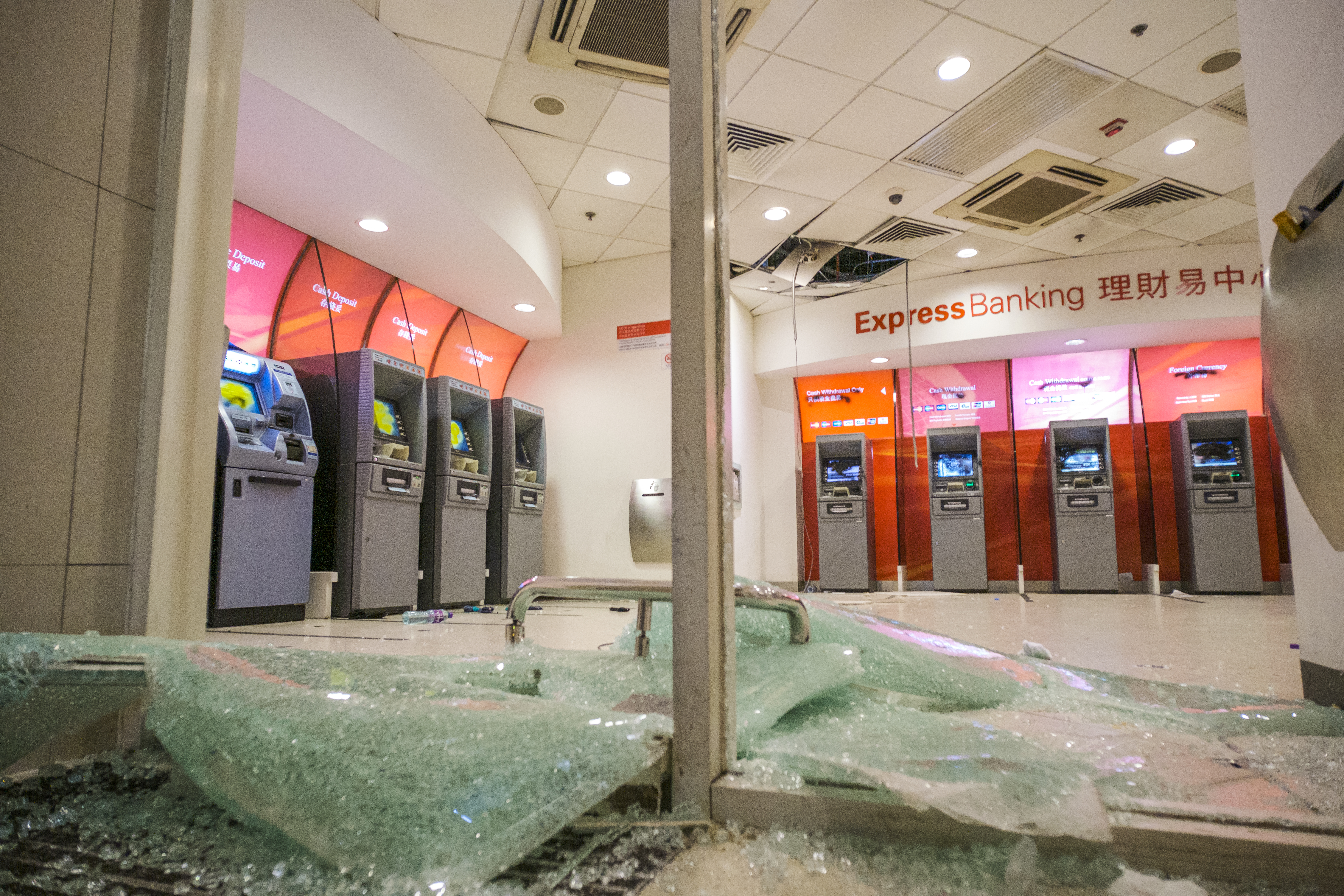
元旦遊行後，銅鑼灣滙豐理財易中心遭砸毀的門窗和自動櫃員機。由於數日前應警方要求，凍結支援示威者組織星火同盟在該行戶口，非中資的滙豐亦成示威者攻擊對象。

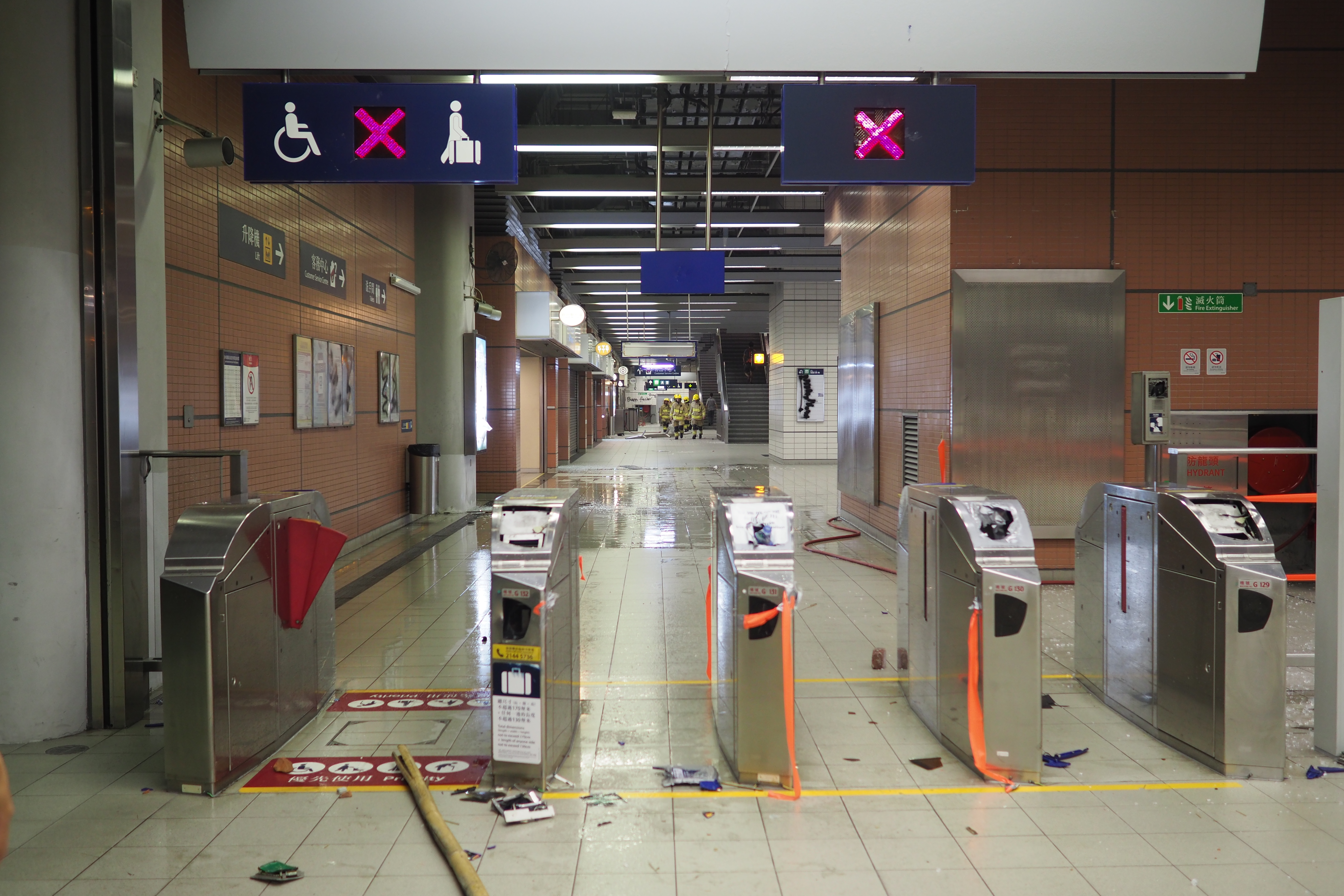
2019年10月4日，沙田圍站被破壞的閘機。是日港府頒布禁蒙面法，全港均發生激烈示威，港鐵由於多站遭嚴重破壞，翌日宣布全線停駛。

在反對《逃犯條例》修訂草案運動中，參與行動的示威者遭到許多反對人士的批評。批評者指出，示威者破壞公共設施、塗鴉、暴力衝擊、快閃式突擊和破壞、侮辱國家象徵、癱瘓交通、多次衝擊和破壞多區港鐵站、攻擊甚至企图谋杀持有不同政见的市民、游客，要脅司法部門不能起訴被捕示威者並綑綁為五大訴求等行為，影響民生、經濟的程度愈加嚴重並引起更多批評。與此同時，部分被质疑立場偏向示威者的媒體亦因而連帶受到批評。

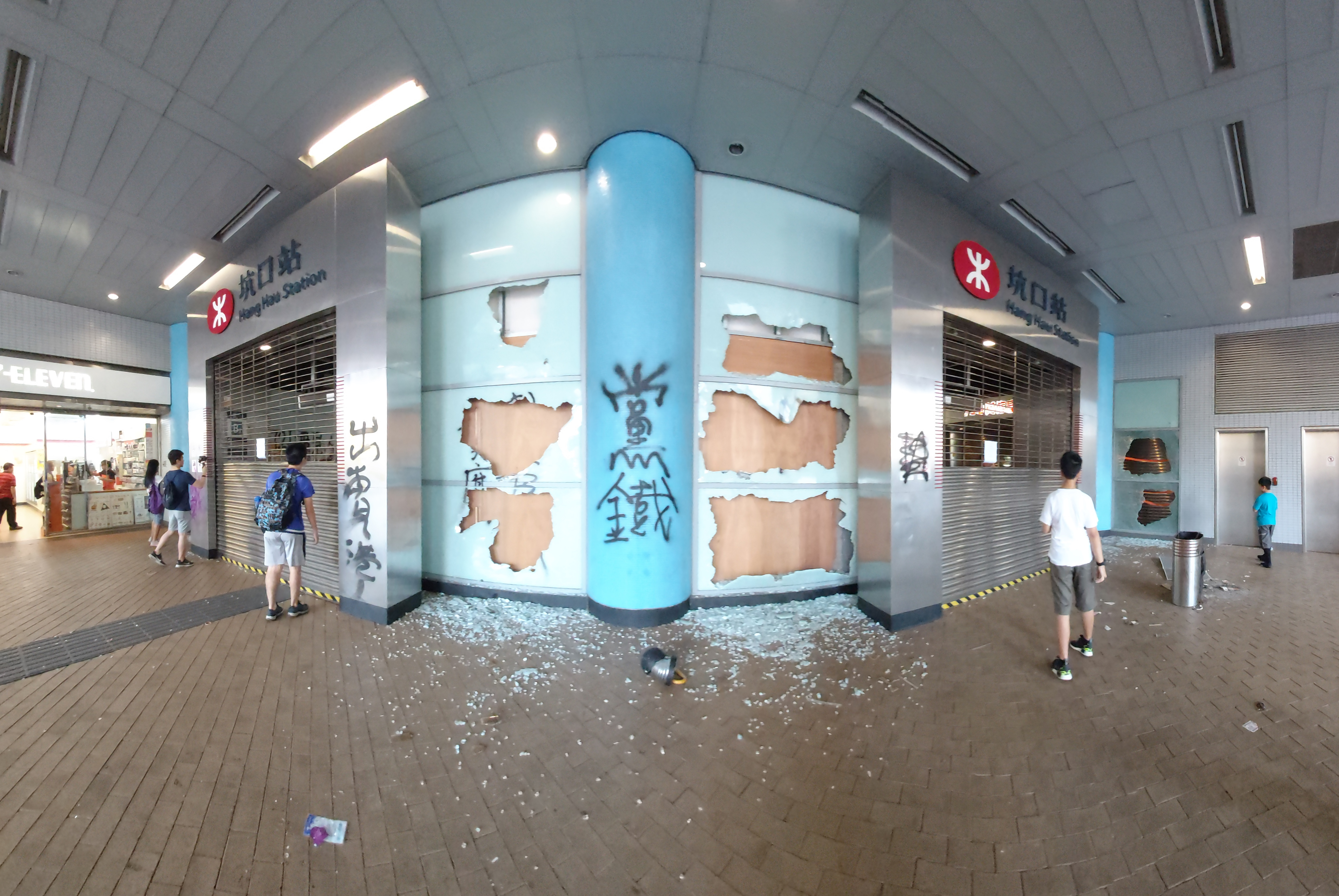
10月示威期間被破壞的坑口站，牆面遭示威者噴上「黨鐵」字樣

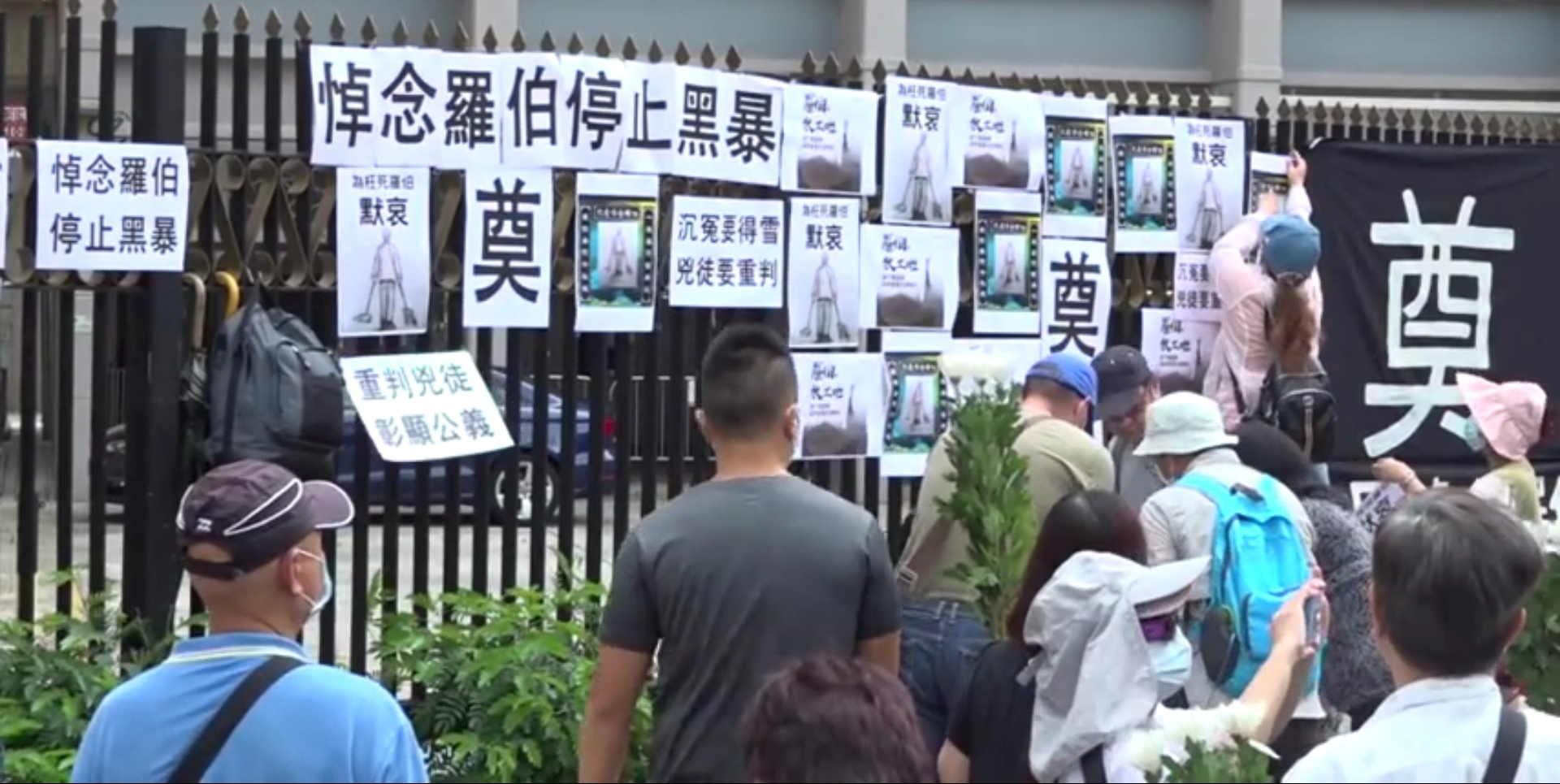
上水老翁被砖击中事件半周年当天，民众挂出写有“停止黑暴”“重判凶徒”等标语的条幅

## 對暴力示威行為的批評
部分示威者在示威游行过程中袭警及袭击持不同政見者，甚至出现被向警方投掷汽油弹、扣押并殴打内地记者、打砸公共设施的情况。香港特别行政区政府、香港警务处、香港立法会主席梁君彥、中央人民政府驻香港特别行政区联络办公室、国务院港澳办多次强烈批评谴责示威者的有关暴力行为，另有网媒引用相关人士的评论称，“此次运动还对香港的建造、旅游、零售及饮食业等产业造成了不可挽回的损失。”
由於在修例風波中，兩派陣營（支持和反對修例陣營）皆發起遊行示威，部分更成為兩派陣營之間的嚴重衝突。工聯會理事長黃國2019年8月1日指不合作運動使上下班的市民擔心會否發展成「港版文化大革命」，在《大公報》撰文的資深評論員方靖之也形容香港現時情況是「文革式批鬥」；香港教育政策關注社主席張民炳認為，當下反對派為鞏固勢力，不會放棄極端訴求，令社會形成鬥爭氣氛；王國興更批評「反送中」運動已淪為「曱甴之亂」，理應實施宵禁。2019年9月6日《南華早報》刊登的一篇讀者來信更指香港的示威活動「似曾相識」，認為香港應當吸取納粹德國歷史的教訓。
此外，部份示威者要求政府釋放被捕人士，資深大律師清洪及前刑事檢控專員江樂士皆質疑該訴求有妨礙司法公正之嫌。 有鑑於歷場「反送中」運動的和平示威皆被暴力示威者騎劫，加上暴力示威者通常會蒙面示威，社會一直有聲音要求港府仿效西方國家，增設「禁蒙面法」，民間記者會發言人批評此舉只會引起民憤，但發言人没有就此批評交代任何理據。
2019年7月1日香港七一冲突发生后，中国中央电视台发表评论员文章：《香港的法治不容挑战》，批評衝突嚴重擾亂社會秩序，褻瀆香港法治精神。
2019年7月7日，九龍反修例遊行後，一群示威者將在旁用手機拍照的女子包圍及趁機非禮，其中一人在禁錮女事主時質疑她是便衣警察，大聲侮辱她的性傾向，甚至作出非禮。事後示威者中的三人被判非法禁錮及集結罪罪成，其中一人非禮罪成；法官在判刑時指出相關人士是在共同散播仇警情緒、霸凌單身女子，更意圖恫嚇及滅聲，又指被告是挾善行惡，他們的行為「與他們口中的惡法及暴政同出一轍」。
2019年7月21日，香港有示威者围堵香港中联办，向国徽泼墨，并在墙上喷涂上“屌支那”、“支联办”等侮辱性字样。对此，中国官媒《人民日报》发表评论员文章：《中央权威不容挑战》，批評行為「践踏香港法治」，並「公然挑战中央政府权威，触碰『一国两制』原则底线」，超出和平示威，又指需要維護中央權威，才能確保香港繁榮穩定。7月25日，香港警察隊員佐級協會會長林志偉在針對7月21日暴力衝突的聲明中批評使用暴力的反對人士：「如此低等之物只能以昆蟲中最怕曝光的種類來稱呼——蟑螂，請收手罷。」林志偉在8月4日的聲明中再次指出使用暴力的示威者「言行及所作所為實在與蟑螂無異」，此後香港部分警員及民眾開始將蟑螂的粵語稱謂「曱甴」作為對示威者的貶稱，這一稱呼也流傳到內地及其他地區，衍生出「香港曱甴，時代垃圾」、「清潔香港，時代曱命」等口號諷刺示威者。
2019年8月3日，香港有示威者将在悬挂在天星码头上的中华人民共和国国旗拆下扔入海中，引发香港部分组织和个人不满，全國政協副主席梁振英悬赏100万港元抓拿该示威者。8月4日凌晨，国旗被重新升起。
2019年8月5日上午约10时，大批示威者在新元朗中心对面青山公路位置，用护栏等设置非法路障堵塞交通。当时，一辆车紧急减速驶至，但仍有人被车身擦过，在场示威者指司机是有意撞人，一拥而上包围车辆不断叫骂，并强行打开车门将司机拉出，被多名示威者抓住手脚殴打及按倒在地致血流满面，并用胶带捆绑司机手脚，期间更有示威者在旁打伞遮掩恶行。5日夜晚，屯门公路也有摩托车司机疑因路障问题与暴徒争执。司机被示威者包围拳打脚踢，一度倒地被人用胶带捆绑手脚。事主几经努力，才脱身爬起，一怒之下他顺手拿起铁棍向人群挥舞，引发冲突，直至消防员到场制止，事主才被送上救护车离开。“滥用私刑”短片曝光后，网民纷纷留言同情司机的遭遇及指责暴徒恶行。
8月11日晚18时左右，警方曾聲稱示威者向警署投掷汽油弹，一名警署内的警员被汽油弹击中，初步诊断该警员左腿10%二级烧伤，右腿3%一级烧伤。惟因有警察被發現裝扮成示威者煽動衝突，所以泛民主派認為放火及丟東西等暴力行為有可能是警察嫁禍。
2019年8月13日晚，香港机场一名名叫徐錦煬的中國内地人士因为被怀疑是中國大陆公安人员，被示威者包圍数小时和殴打，之后一名穿记者反光衣男子也因不展示记者证而称游客，且身上搜出“我爱警察”蓝色T恤衫和警察名片，被示威者怀疑是冒充记者拍摄示威者而包圍约一小时，亦一度被襲擊，而过程中证实他是环球网记者付国豪。医护人员之后嘗試帶走傷者救治亦被阻挠。人民日报谴责称“这是一起严重暴力事件，是一起集体犯罪行为，也是严重侵犯人权的行径。”他事后说自己称是游客是为了自保。香港记者协会则谴责示威者暴力对待记者，又呼吁內地记者在港採訪大型示威活動時，應該清楚展示其記者證件，以避免误会。《环球时报》主编胡锡进认为，现在在香港有记者证的内地记者，记者证不仅保护不了他们，还有可能置他们于更危险的境地。中国大陆许多民众对此本次运动十分不满。
2019年10月4日，一名来自中国大陆的摩根大通银行职员被香港示威者包围，在他绕过记者走向办公楼时，突然回身对周边人群用普通话高喊："我们都是中国人。"随即该男子遭到一名黑衣蒙面者殴打，眼镜也被打飞，引发大陆舆论不满。
2019年10月13日下午五时半，警察在观塘执行任务期间，被示威者、19岁中六学生许添力用刀从后割颈动脉。随后示威者被拘捕，警员送院后进入ICU，缝合伤口后暂无生命危险。據大公報報導，有法律界人士指出，袭击以至杀害警员在全世界都是严重罪行，今次割颈的行为已涉及企图谋杀、严重伤害他人身体以及袭警三项重罪，可判处终身监禁，并认为法庭不应予以保释。
2019年11月6日下午，香港科技大學舉行公開論壇，邀請師生與校長史維對話。会面期间，不少自称“科大学生”的蒙面示威者拿着文宣海报入场，高叫口号，更用粗言秽语指骂史维，想以此威逼科大校长史维出面谴责香港警方。史维表示，自己坚决谴责任何暴力，但同时指出，“你们如此针对警方，不知是否有确凿证据？”史维直言，如果没有证据就不要胡乱谴责(香港警方)。期间，有数名内地生高举“支持校长”和“和谐校园”等的标语支持校长史维。港媒称，当学生会代表准备好设备播放带有倾向性的新闻影片时，多名内地学生集体离场，期间与本地学生发生推撞，随即被人包围「要求道歉」，还有人大喊“私了”。其中一名内地学生随后被人围殴，情况混乱，有人受伤倒地。也有港媒称，被打学生是在离开时推倒了一名香港学生，才由此引发冲突。事件发生后，海外网联系到了在港科大读书的几位内地学生，其中一些人也在事发现场。根据在场一位教授从被打学生那里得来的信息，被打学生当时因为有课，才起身打算离开，但这时，一位在场女学生突然朝其大声叫嚣，他走到女学生那里，看了一下，随后转身离开。此时另一名学生从后面冲撞内地学生，接着故意摔倒(fell down intentionally)，并大喊“他打我”。该名內地学生遂被众人围殴。根据几位爆料学生提供的港媒视频资料，被打学生走出场外时，身旁的港生突然倒地，并非是被该名学生推倒，因为该学生当时一手插着裤兜，一手拿着书包。7日《大公报》发表评论称，大学校园不是法外之地。大学生绝大多数是年满18岁的成年人，都要为自己行为负责。无法无天的学生，只会成为暴徒，不可能成为社会栋梁。
2019年11月11日「三罷」期間，有激進示威者在馬鞍山向持相反意見的市民潑灑懷疑易燃液體之後點火焚燒，令其嚴重燒傷，《環球時報》社評指責示威者行為與伊斯蘭國恐怖分子無異；《文匯報》亦指出「暴徒」在各區有系統地作出堵路行為，更對清除路障、表達不滿的市民、拍照的遊客動用私刑，「令黑色恐怖全面籠罩香港」，或許會令區議會選舉受到干擾。
2019年11月13日晨曦行動期間，沙田裁判法院被示威者縱火破壞， 為整場反修例示威當中首次有司法部門直接受示威者衝擊。香港大律師公會因而譴責破壞法院的行為，聲明稱攻擊法院的象徵性尤其嚴重，批評此舉等同直接衝擊香港的獨立司法權，是對法治作出最嚴厲的侮蔑及挑戰，另外，在該行動中發生上水老翁被磚擊中事件，為首個非參與者被示威者打死的案例，亦頗受市民批評。
2019年11月13日，男學生在銅鑼灣示威現場被示威者發現警察標誌的水樽和頸繩，被誤以為便衣警，遭他的中學學弟和另一男子「私了」毆打。被告王家俊（23歲，學生）及李樂恆（21歲，酒吧侍應）承認暴動及傷人兩項控罪。2021年6月23日，案件於西九龍法院被判刑，練錦鴻法官稱雨傘曾標誌反對強權，後來卻成了欺凌弱勢的工具，被用以「遮掩真相、逃避刑責」，惟練官稱社會仇警情緒因警暴所致，但這是由示威者引起，最後判二人入獄2年2個月。法官指，案發時社會極之動盪不安及有不同衝突，初時有頭腦較冷靜的示威者表達不滿，惟後來和平抗爭不幸地漸被暴力示威騎劫，以為違法可以達義。他們破壞財產、擾亂秩序及縱火，到最後變得和暴政相同。

## 针对部分香港媒體疑偏向示威者的批評
香港電台、商業電台、Now新聞、有線新聞、立場新聞、眾新聞、香港蘋果日報、香港獨立媒體等香港媒體經常被建制派人士指責其報道偏袒示威者和民主派一方。被示威者視為親建制的無綫新聞、香港01、東方日報、成報、信報也曾遭指責其報道偏袒示威者。
2019年8月14日，有數十市民到香港電台示威拉起「強烈譴責商業電台立場偏頗」的橫額，指責電台的多個節目「內容偏頗，記者態度惡劣兼打斷官員發言」，亦經常找有泛民主派背景的人士擔任節目主持和嘉賓，猶如「泛民大台」。
由《大公報》前總編輯楊祖坤擔任理事長的香港資深傳媒人員聯誼會發出致廣播處長梁家榮的公開信中批評「一些新聞從業員忘掉了他們的使命，在報道新聞時，拋棄事實的全部，只根據自己的立場作選擇性報道，甚至扭曲真相」。公開信又指出，「香港電台自香港回歸後的立論偏頗，早已為廣大有識之士所詬病，雖屢諫而未見改善，反而變本加厲」。公開信認為，在最近的反修例風波及其所引發的事件中，這種情況尤其嚴重，例如香港電台對示威活動作選擇性報道，認爲是對「反政府分子」提供「煽惑市民的平台」，同時指出有個別港台記者涉嫌美化暴力或聯同示威者欺凌不同立場的同行。
2019年8月24日下午，激進建制派組織香港政研會发起“万人包围香港电台”活动，抗议其报道偏颇。上千名群众挥舞国旗，高喊“垃圾电台”等口号，并在外墙贴上“支持警察，全赖有你”的标语，同時襲擊在場不同傳媒機構的記者，包括Now TV、《東方日報》、《星島日報》等。港台發聲明回應指，港台向來提供平台讓市民自由表達不同觀點，促進意見交流；而節目製作人員亦須恪守約章和節目製作人員守則，提供客觀而多角度的資訊。現時港台亦設有不同平台予社區、非政府機構及弱勢社群參與廣播。公眾可透過本台的「社區參與廣播服務」、電視節目外判計劃，以及多個聽眾來電節目，直接表達所思所想。
香港蘋果日報创办人黎智英因支持示威者被广东顺德黎氏剔除出祖籍，声明说：“黎氏列祖列宗在上：今黎氏逆子智英，祸乱中国香港，黎氏蒙羞，故开祠堂，祭先人，剔除出族谱，之后智英此人一切行事与顺德黎氏无关！”落款2019年8月9日。
澳大利亚《第七频道》记者羅伯特·奧瓦迪亞称，对于馬蹄露旺角街頭遇襲事件，苹果日报在其发表的视频中「做了手脚，故意颠倒了事情发生的前后顺序」。